# Mikri Koprana
Mikri Koprana ( Μικρή Κοπράνα = Kleine Koprana) ist eine etwa 1120 m hohe Erhebung des Selena-Gebirges im Osten der griechischen Insel Kreta.
Während der Gipfel von Süden und Osten begehbar ist fällt er nach Norden steil ab. Im Westen fällt er zunächst einige Meter steil ab und läuft dann in eine Senke aus. In dieser Senke zwischen Mikri Koprana und dem etwa 170 m weiter westlich gelegenen Gipfel Karfi lag die spätminoische Höhensiedlung Karphi. Am südlichen Abhang des Berges fand man ein minoisches Heiligtum. Etwa 400 m südlich liegt die Erhebung Megali Koprana (Große Koprana).
Der Name Koprana bedeutet Exkremente und soll ein Indiz dafür sein, dass früher hier Schafe- und Ziegenherden gehalten wurden und man deshalb auf ihre Hinterlassenschaften stieß.